# Box-Weltcup 1981
Die 2. Boxwettkämpfe der Herren des Weltcups fanden vom 11. bis zum 18. November im Jahr 1981 in der kanadischen Millionenstadt Montreal statt.

## Medaillengewinner
| Klasse                               | Gold                             | Silber                             | Bronze                                                      |
| Halbfliegengewicht (– 48 Kilogramm)  | Iwajlo Marinow Bulgarien         | Yong Mo-heo Südkorea               | Hipólito Ramos Kuba Gil Jamile Philippinen                  |
| Fliegengewicht (– 51 Kilogramm)      | Omar Santiesteban Kuba           | Petar Lessow Bulgarien             | Juri Alexandrow Sowjetunion Julio Perez Kolumbien           |
| Bantamgewicht (– 54 Kilogramm)       | Miguel Maturana Kolumbien        | Im Suk-chang Südkorea              | Legtpet Tavon Philippinen Luis Delís Kuba                   |
| Federgewicht (– 57 Kilogramm)        | Adolfo Horta Kuba                | Samson Chatschatrjan Sowjetunion   | Park Ki-chui Südkorea Leopoldo Cantancio Philippinen        |
| Leichtgewicht (– 60 Kilogramm)       | Ángel Herrera Kuba               | Wiktor Rybakow Sowjetunion         | Brian Tink Australien Luis García Venezuela                 |
| Halbweltergewicht (– 63,5 Kilogramm) | Wassili Schischow Sowjetunion    | Rick Anderson Kanada               | Faruk Janjoon Irak Dong Kil-kim Südkorea                    |
| Weltergewicht (– 67 Kilogramm)       | Serik Qonaqbajew Sowjetunion     | Rashko Lomski Bulgarien            | Louis Howard Vereinigte Staaten John Rafferty Kanada        |
| Halbmittelgewicht (– 71 Kilogramm)   | Shawn O’Sullivan Kanada          | Armando Martínez Kuba              | Perez Landinez Venezuela U Jin-choi Südkorea                |
| Mittelgewicht (– 75 Kilogramm)       | José Gómez Mustelier Kuba        | Juri Torbek Sowjetunion            | Amir Jabbar Irak Douglas Sam Australien                     |
| Halbschwergewicht (– 81 Kilogramm)   | Alexandr Krupin Sowjetunion      | Johnny Williams Vereinigte Staaten | Luis Quintana Kolumbien Ismail Khalil Irak                  |
| Schwergewicht (- 91 Kilogramm)       | Carl Williams Vereinigte Staaten | Alexander Jagubkin Sowjetunion     | Nam Hee-kim Südkorea Luis Castillo Ecuador                  |
| Superschwergewicht (+ 91 Kilogramm)  | Valeriy Abadzhyan Sowjetunion    | Johnny Keyes Vereinigte Staaten    | Petar Stoymenov Bulgarien Daniel Walter Falconi Argentinien |

## Medaillenspiegel
| Rang | Land               | Gold | Silber | Bronze | Gesamt |
| ---- | ------------------ | ---- | ------ | ------ | ------ |
| 1    | Sowjetunion        | 4    | 4      | 1      | 9      |
| 2    | Kuba               | 4    | 1      | 2      | 7      |
| 3    | Bulgarien          | 1    | 2      | 1      | 4      |
| 3    | Vereinigte Staaten | 1    | 2      | 1      | 4      |
| 5    | Kanada             | 1    | 1      | 1      | 3      |
| 6    | Kolumbien          | 1    | 0      | 2      | 3      |
| 7    | Südkorea           | 0    | 2      | 4      | 6      |
| 8    | Philippinen        | 0    | 0      | 3      | 3      |
| 8    | Irak               | 0    | 0      | 3      | 3      |
| 10   | Australien         | 0    | 0      | 2      | 2      |
| 10   | Venezuela          | 0    | 0      | 2      | 2      |
| 12   | Ecuador            | 0    | 0      | 1      | 1      |
| 12   | Argentinien        | 0    | 0      | 1      | 1      |
|      | Gesamt             | 8    | 12     | 24     | 44     |